# 王鈺 (明朝)
王鈺（1383年—？），字孟坚，号葵轩。浙江诸暨人，明朝政治人物、探花。
永樂九年（1411年），鄉試中舉。永樂十年（1412年），壬辰科會試第三名，殿試又第三名（探花），授翰林院編修，之後升任修撰。宣德元年，出任顺天府乡试主考官，之後參與修撰《明實錄》，因病歸鄉。宣德十年，經禮部尚書胡濙舉薦，出任宣德十一年的會試同考官。正統元年，又經楊士奇舉薦，出任江西按察佥事，提督学政。兩年后引退致仕。